# フィカラッツィ
フィカラッツィ（イタリア語: Ficarazzi）は、イタリア共和国シチリア自治州パレルモ県にある、人口約1万3000人の基礎自治体（コムーネ）。

## 地理

### 位置・広がり
パレルモ県のコムーネ。県都パレルモから東南東へ10kmの距離にある。

#### 隣接コムーネ
隣接するコムーネは以下の通り。
- バゲリーア
- ミジルメーリ
- パレルモ
- ヴィッラバーテ